# 特己醇
特己醇是一種醇類的有機化合物，學名為2,2-二甲基丁醇（2,2-dimethylbutan-1-ol），其化學式為C6H14O。
特己醇是一種易燃物，雖然不像其他碳數較少的醇類那麼容易燃燒，但是它与空气混合可爆炸，是一種易揮發、易燃的液体，由於熔點高，可在常溫下以固體存在；燃烧後會产生刺激性烟雾。因此它須要低溫乾燥來保存。